# نورت ماونتین (ویرجینیای غربی)
نورت ماونتین (به انگلیسی: North Mountain) یک منطقهٔ مسکونی در ایالات متحده آمریکا است که در شهرستان برکلی، ویرجینیای غربی واقع شده‌است.